# Sorbus pulchra
Sorbus pulchra är en rosväxtart som beskrevs av N.Mey.. Sorbus pulchra ingår i släktet oxlar, och familjen rosväxter. Inga underarter finns listade i Catalogue of Life.

## Bildgalleri

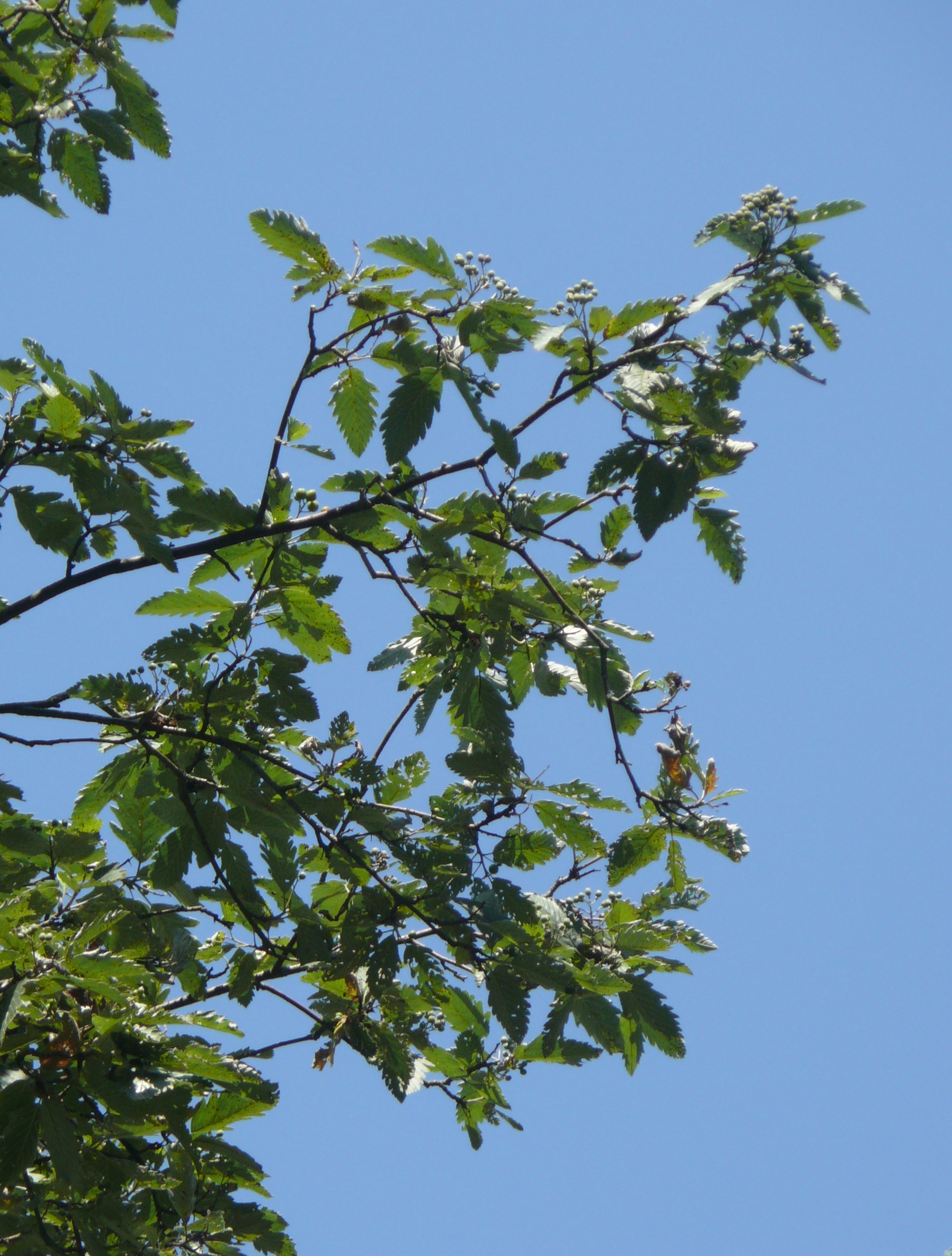
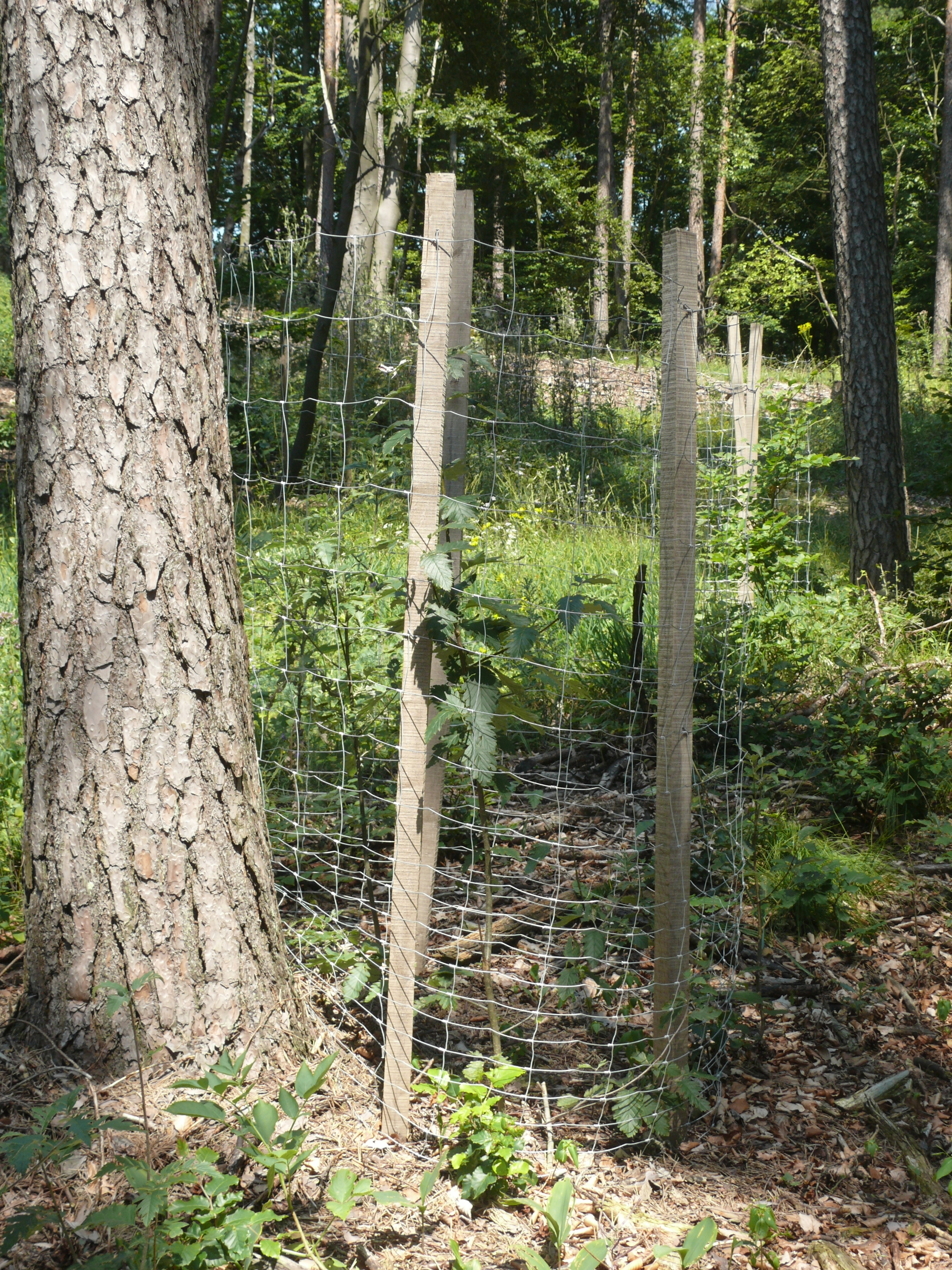
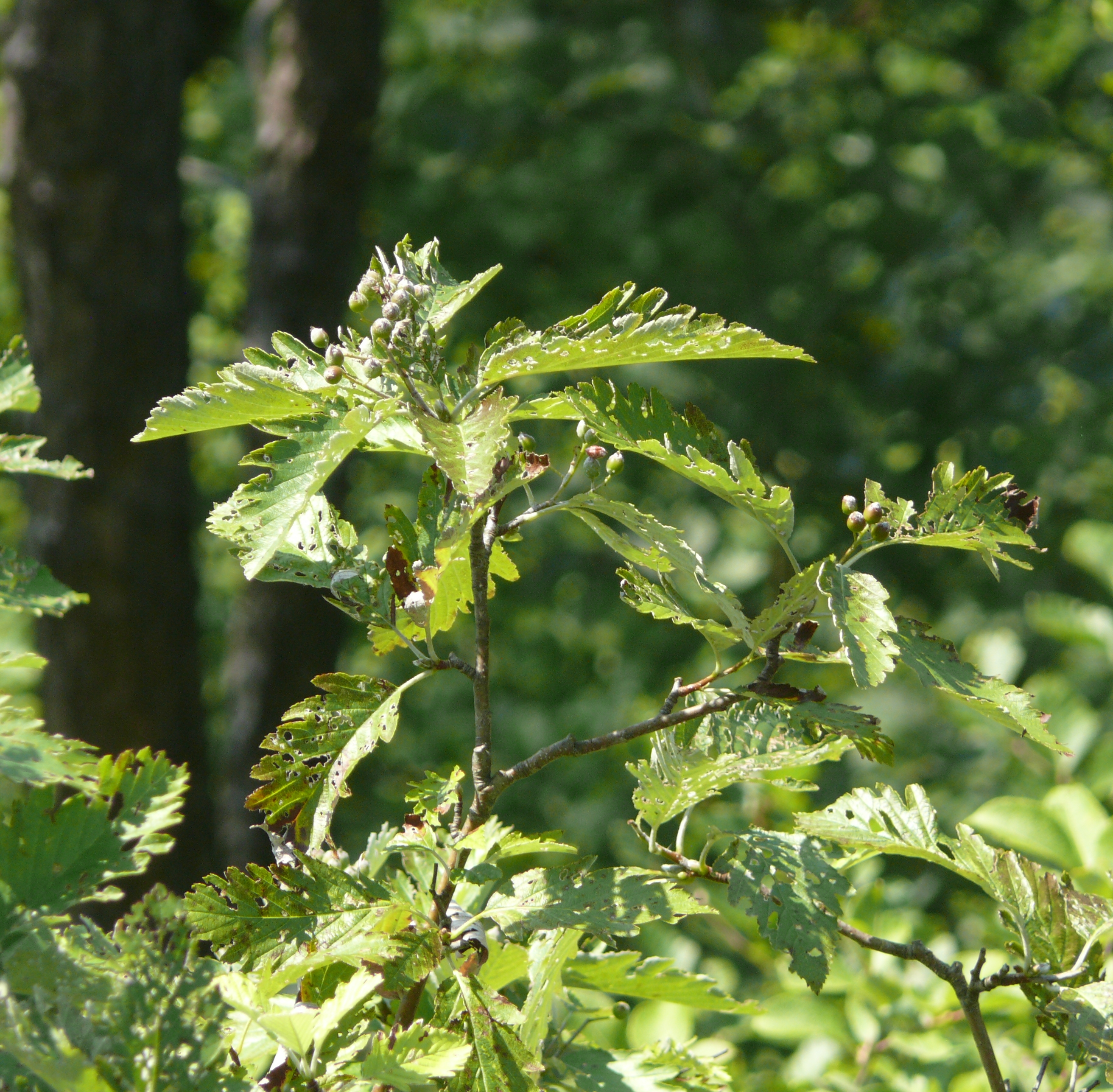
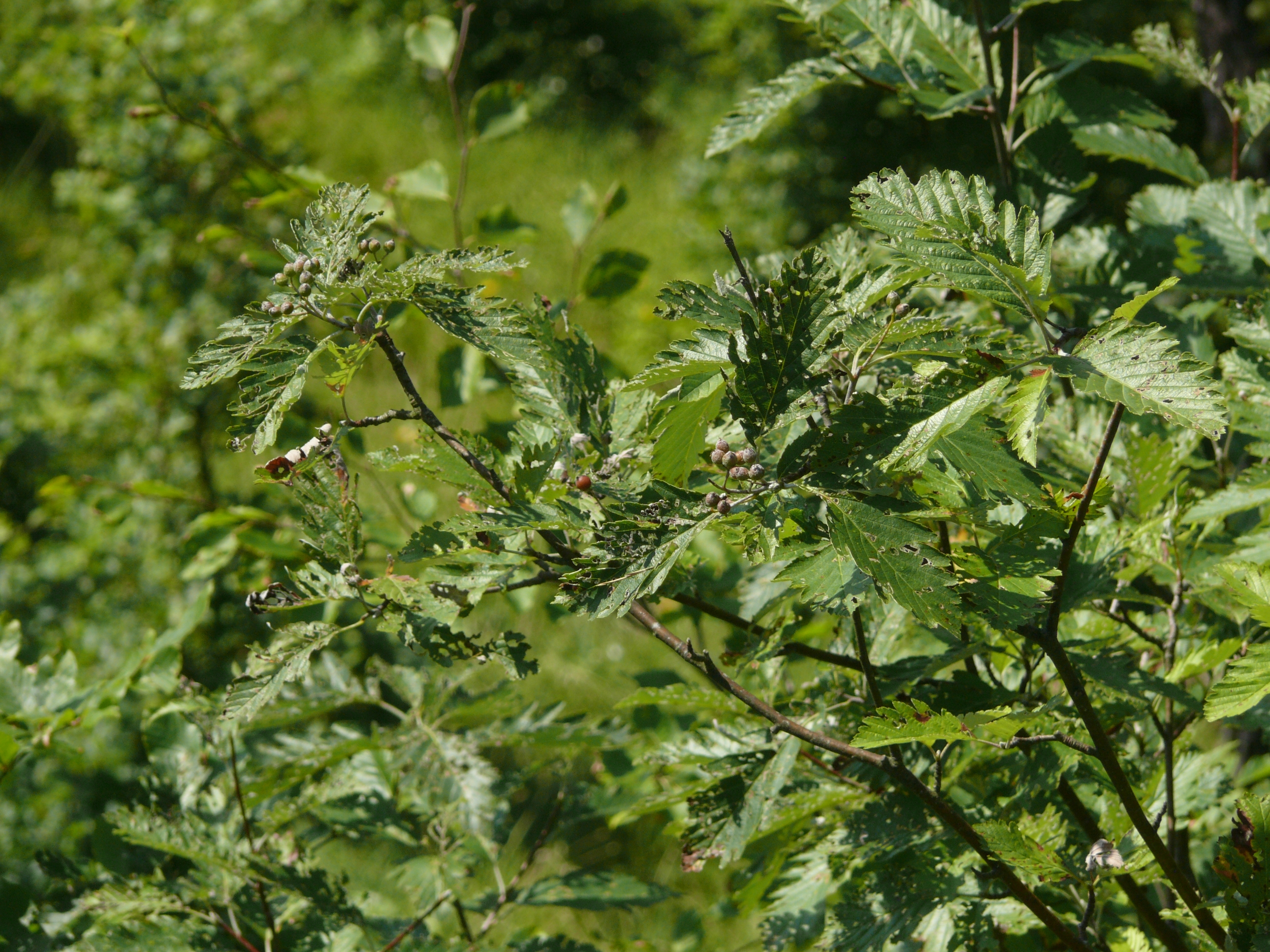